# Анвелопа
Анвело́па, Анвелоппа (фр. enveloppe — обёртка) или силлон — наружная вспомогательная постройка в бастионных крепостях, предназначенная для прикрытия эскарпных стен сухих рвов и главного вала крепости от разрушения артиллерийским огнём.
Анвелопы пришли на смену несколько напоминающим их фоссебреям. Они сооружались в сухом рву и представляют собой непрерывный земляной вал, образующий тенальные фронты, который прикрывает один или несколько бастионных фронтов главного вала крепости. Анвелопа ниже главного вала и поверху имеет валганг, где размещается артиллерия или стрелки.